# Andrena miyamotoi
Andrena miyamotoi är en biart som beskrevs av Hirashima 1964. Andrena miyamotoi ingår i släktet sandbin, och familjen grävbin. Inga underarter finns listade i Catalogue of Life.